# Схипхол
Амстердамский аэропорт Схипхол (нидерл. Schiphol, МФА: [ˈsxɪpɦɔl]; ИАТА: AMS, ИКАО: EHAM) — главный аэропорт Нидерландов, расположенный в 17,5 км к юго-западу и в 20 минутах езды от Амстердама, в муниципалитете Харлеммермер. Официальное название на английском языке звучит Amsterdam Airport Schiphol, с сохранением последовательности слов нидерландского названия (Luchthaven Schiphol). Аэропорт также имел ранее код IATA SPL, но он вышел из употребления.
Схипхол — важнейшие воздушные ворота Европы наряду с лондонским аэропортом Хитроу в Великобритании, Франкфуртским международным аэропортом в Германии и аэропортом Париж — Шарль-де-Голль во Франции. В 2015 году Схипхол обслужил 58 284 864 пассажиров, что является 5-м показателем в Европе. В 2013 году через Схипхол было перевезена 1 565 961 тонна грузов, по этому показателю Схипхол уступил в Европе только аэропортам Франкфурт-на-Майне и Париж — Шарль-де-Голль.
В Схипхоле функционирует пять главных взлётно-посадочных полос, ещё одна ВПП обслуживает рейсы малой авиации. Существуют планы строительства седьмой взлётно-посадочной полосы.
Аэропорт построен как один большой терминал с большими залами для пассажиров, строительство последнего из них было закончено в 1994 году. Планируется дальнейшее расширение терминала.
В связи с высокой интенсивностью воздушного движения и высоким уровнем аэропортового сбора некоторые бюджетные перевозчики решили перевести свои рейсы в другие аэропорты, такие как Роттердам и Эйндховен. Тем не менее, с началом работы пирса H, многие бюджетные авиакомпании (такие как easyJet и bmibaby) продолжают использовать Схипхол.
Схипхол — базовый аэропорт KLM, Martinair и Transavia и важный хаб для Delta Air Lines.
Схипхол выиграл более 120 призов за время существования. В 1980, 1981, 1984, 1985, 1986, 1990 и 2003 он признавался лучшим аэропортом мира. Схипхолу принадлежал титул «Лучшего аэропорта Европы» в течение 15 лет подряд (1988—2003). В 2005 Схипхол обслуживал рейсы 260 направлений в 91 стране мира. На сегодняшний день рейтинг Skytrax аэропорта — 4 звезды, такой рейтинг есть только у 9 аэропортов.
В Схипхоле располагаются большие торговые залы, которые приносят аэропорту дополнительный доход, оказывая при этом пассажирам дополнительные услуги.
Схипхол из всех крупнейших коммерческих аэропортов мира находится в самом низком месте — 3 метра ниже уровня моря. Высота башни управления воздушным движением — 101 м, после постройки в 1991 это было самое высокое в мире сооружение такого рода.

## История
История Схипхола идёт с начала прошлого века (с 16 сентября 1916 года), когда здесь находилась военная авиабаза, на которой было несколько казарм и взлётно-посадочные полосы были грунтовыми. Гражданские самолёты начали использовать аэродром 17 декабря 1920 года), тогда его обычно называли Схипхол-ле-бен. В 1951-м недалеко от Схипхола был построен завод Fokker.
Название Схипхол происходит от названия старого укрепления на месте аэродрома форта Схипхол, который был частью системы оборонительных укреплений Амстердама. До 1852-го Хаарлеммермеер представлял собой польдер, на территории аэропорта находилось большое мелкое озеро.

### Катастрофы и инциденты
- 3 июня 1936 года — в катастрофе во время учебного полёта погиб Годвин Брумовски, самый результативный лётчик-ас Австро-Венгрии.
- 14 ноября 1946 года — Douglas C-47 авиакомпании KLM, следующий из Лондона, садился в Схипхоле в плохих погодных условиях. Первые две попытки не удались. Во время третьего снижения пилот поздно увидел, что приземляется на взлётно-посадочную полосу не должным образом, и резко повернул самолёт. Самолёт левым крылом задел землю и потерпел крушение. Погибли все 26 человек на борту.
- 4 октября 1992 года — грузовой Boeing 747 авиакомпании El Al, следующий в Тель-Авив, потерял два двигателя правого крыла (№ 3 и № 4), после чего врезался в жилой дом при попытке вернуться в аэропорт. Погибло 47 человек, многие получили травмы.
- 27 октября 2005 года — в аэропорту произошёл пожар, погибло 11 человек и 15 получили травмы. В здании находилось 350 человек во время инцидента. Результаты расследования показали, что в аэропорту не соблюдалась техника безопасности. Многие должностные лица, в том числе министры страны, были сняты со своих должностей.
- 25 февраля 2009 года — Boeing 737 авиакомпании Turkish Airlines, выполнявший рейс из Стамбула, потерпел крушение при заходе на посадку. Погибло 9 человек.
- 25 декабря 2009 года — исламистский террорист Умар Фарук-Абдул Муталлаб, действовавший по заданию «Аль-Каиды», пронёс на самолёт, следовавший рейсом 253 авиакомпании Northwest Airlines из Амстердама в Детройт, взрывное устройство, содержавшее 80 г пентаэритриттетранитрата. При попытке привести в действие взрывное устройство было ранено 2 человека, а также сам террорист. В ответ многие авиакомпании ввели дополнительные меры авиабезопасности[8].

В аэропорту работает Социальный совет из представителей авиакомпаний КЛМ, Трансавиа, Мартинэйр, диспетчерского пункта, аэропорта, 3 провинций и 33 муниципалитетов.

## Терминалы
Схипхол придерживается концепции единого терминала, где вся инфраструктура находится под одной крышей, в связи с этим он занимает 16-ю строчку в списке крупнейших зданий и сооружений мира (по площади помещений). Территория терминала разбита на три зала: 1, 2 и 3. Все эти залы связаны переходами, из каждого зала идут пирсы, в которых расположены посадочные выходы. Таким образом, система службы безопасности и таможен позволяет пассажирам перемещаться между разными пирсами, даже если они выходят в разные залы. Исключением является пирс бюджетных авиакомпаний M: если пассажир прошёл там службу безопасности, он не может перейти к другим залам и пирсам. Когда пассажиры следуют в зону Шенгена из нешенгенской зоны, они проходят дополнительный контроль.
Пирсы B и C обслуживают шенгенскую зону, пирсы E, F и G — нешенгенскую. Пирсы D и H/M — смешанные, используют одни те же посадочные выходы для шенгенских и нешенгенских рейсов.
Пирс D двухэтажный. Нижний этаж обслуживает нешенгенские рейсы, верхний этаж — шенгенские. При этом одни и те же посадочные выходы используются для шенгенских и нешенгенских рейсов, они связаны с двумя этажами лестницей. Шенгенские посадочные выходы нумеруются с D-59 и выше, нешенгенские — от D-1 до D-59.
Пирсы H и M, пирсы бюджетных перевозчиков, разделены по тому же принципу. Однако здесь H — нешенгенские посадочные выходы, а M — шенгенские. Обе зоны находятся на одном уровне.

### Зал 1

#### Пирс B
- Austrian Airlines
- Finnair
- Iberia
- Icelandair
- Lufthansa
  - Lufthansa CityLine
- Scandinavian Airlines
- TAP Portugal
- Vueling Airlines

#### Пирс C
- Air France
- KLM
- transavia.com
- LOT Polish Airlines

### Зал 2

#### Пирс D
- Aer Lingus
- Air Astana
- Armavia
- Belavia
- British Airways
- Bulgaria Air
- Croatia Airlines
- Cyprus Airways
- KLM
- Martinair
- Россия
- Royal Air Maroc
- TAROM
- transavia.com
- Ukraine International Airlines

#### Пирс E
- Cathay Pacific
- China Southern Airlines
- EVA Air
- Japan Airlines
- KLM
- Singapore Airlines

### Зал 3

#### Пирс F
- China Airlines
- Georgian Airways
- Kenya Airways
- KLM
- Malaysia Airlines
- Royal Jordanian
- Syrian Arab Airlines

#### Пирс G
- Аэрофлот
- Afriqiyah Airways
- Air Transat
- Arkefly
- Arkia
- Delta Air Lines
- EgyptAir
- El Al
- Emirates
- Fly Air
- Inter Airlines
- Iran Air
- Israir
- Korean Air
- Martinair
- Pegasus Airlines
- Royal Air Maroc
- Surinam Airways
- Swiss International Airlines
- TACV Cabo Verde Airlines
- Turkish Airlines
- Tunisair
- United Airlines

#### Пирс H
- easyJet
- Jet2.com
- Sky Airlines

#### Пирс M
- easyJet

### Грузовые авиакомпании
- Asiana Cargo
- Atlas Air
- Cargolux
- Cathay Pacific Cargo
- China Airlines Cargo
- DHL
- El Al Cargo Airlines
- Emirates SkyCargo
- Empost
- Gemini Air Cargo
- Great Wall Airlines
- Gulf Air Cargo
- Jade Cargo
- JAL Cargo
- Kalitta Air
- KLM Cargo
- LAN Chile Cargo
- Martinair Cargo
- MASKargo
- Nippon Cargo Airlines
- Polar Air Cargo
- Qatar Air Cargo
- Saudi Arabian Airlines Cargo
- Singapore Airlines Cargo
- TNT Air Cargo
- Волга-Днепр (включая подразделение AirBridgeCargo)

## Инфраструктура
Помимо хорошо оборудованной зоны отдыха с телевизорами, библиотекой и игровой комнатой для детей, на территории аэропорта находится множество разнообразных магазинов и ресторанов, а также ряд экспозиций (в том числе — от музея Рейксмюсеум) и торговых точек при них, что обеспечивает дополнительную прибыль, туристическую привлекательность и удобство для пассажиров. Торговый центр аэропорта называется «Schiphol Plaza», он используется как путешественниками, так и местными жителями.
Схипхол также имеет морг, где обрабатывают и хранят тела покойных перед отправкой или после прибытия.
С октября 2006 года в Схипхоле можно оформить брак и сразу отправиться в свадебное путешествие.

## Железная дорога
Nederlandse Spoorwegen (NS), голландская железнодорожная компания, обслуживает главную железнодорожную станцию, от неё наиболее легко и дёшево можно добраться до Амстердама, Гааги, Утрехта, Роттердама, Эйндховена. Также на этой станции останавливаются международные скоростные поезда, на которых можно добраться до Антверпена, Брюсселя и Парижа. Deutsche Bahn также обслуживает рейс Схипхол — Берлин, который ходит 6 раз в день, само путешествие занимает примерно 6,5 часов.